# Mesobola brevianalis
Mesobola brevianalis és una espècie de peix cipriniforme de la família dels ciprínids.

## Morfologia
- Els mascles poden assolir 7,5 cm de longitud total.[4][5]

## Alimentació
Menja crustacis planctònics i insectes.

## Hàbitat
És un peix d'aigua dolça i de clima tropical.

## Distribució geogràfica
Es troba a l'Àfrica austral.